# Eremobates inkopaensis
Espèce
Eremobates inkopaensis est une espèce de solifuges de la famille des Eremobatidae.

## Distribution
Cette espèce est endémique de Californie aux États-Unis,. Elle se rencontre dans le comté d'Imperial.

## Description
Le mâle holotype mesure 21 mm et la femelle paratype 22 mm.

## Étymologie
Son nom d'espèce, composé de inkopa[h] et du suffixe latin -ensis, « qui vit dans, qui habite », lui a été donné en référence au lieu de sa découverte, In-Ko-Pah Valley.

## Publication originale
- Brookhart & Cushing, 2005 : Three new species of Solifugae from North America and a description of the female of Branchia brevis (Arachnida, Solifugae). Journal of Arachnology, vol. 33, no 3, p. 719-725 (texte intégral).